# لويس فيرا
لويس فيرا (بالإسبانية: Luis Vera) (9 مارس 1973 فنزويلا - ) هو لاعب كرة قدم فنزويلي يلعب كلاعب وسط.

## روابط خارجية
- لويس فيرا على موقع قاعدة بيانات كرة القدم.إي يو (الإنجليزية)
- لويس فيرا على موقع ناشيونال فوتبول تيمز (الإنجليزية)
- لويس فيرا على موقع Soccerway.com (الإنجليزية)